# Viviparus goodrichi
Viviparus goodrichi är en snäckart som beskrevs av Archer 1933. Viviparus goodrichi ingår i släktet Viviparus och familjen sumpsnäckor. Inga underarter finns listade i Catalogue of Life.